# Tsimpsean Peninsula

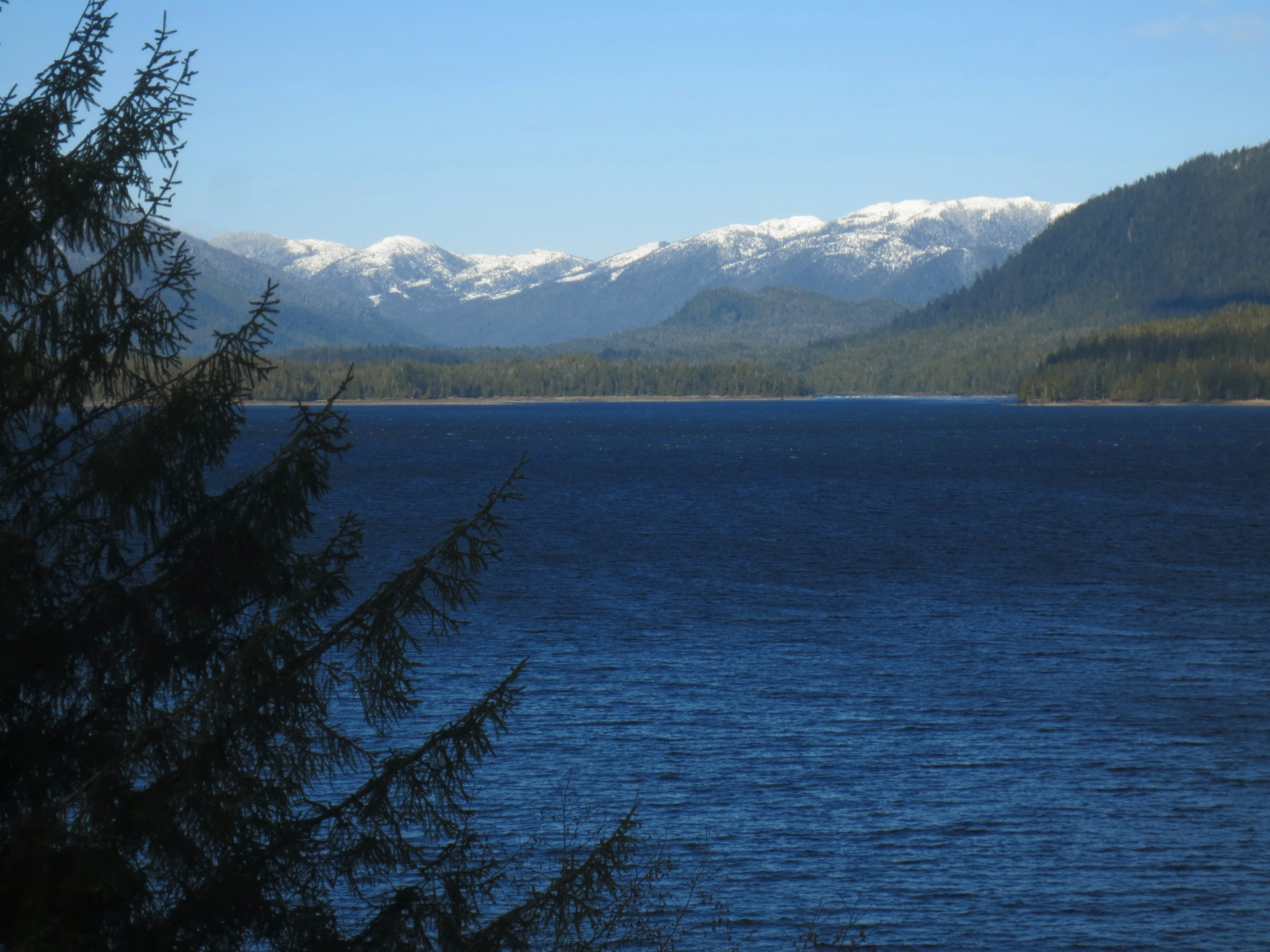
Uitzicht op het Tsimpsean Peninsula vanaf de overkant van Morse Basin

Het Tsimpsean Peninsula is een schiereiland in het westen van Brits-Columbia in Canada.

## Geografie
Het schiereiland ligt tussen Work Channel in het noorden en oosten, de Chatham Sound in het westen en zuidwesten en de rivier Skeena in het zuidoosten. In het zuiden scheiden de Inverness Passage en Eleanor Passage het van respectievelijk Smith Island en De Horsey Island. Ten zuiden van het schiereiland komt de Eleanor Passage uit op de Skeena en vormen daar het begin van de zuidwaarts gaande Telegraph Passage. Voor de westkust van het schiereiland liggen Kaien Island en Digby Island.
De wateren rond het schiereiland liggen in de mariene ecoregio Noord-Amerikaans Pacifisch Fjordland.

## Geschiedenis
De naam verwijst naar de Tsimshian en werd in 1927 door de Geographic Names Board of Canada toegewezen.